# Euxoa distaxis
Euxoa distaxis là một loài bướm đêm trong họ Noctuidae.